# Христина Обрадович
Христина Обрадович (на сръбски: Христина Обрадовић) е игуменка на манастир Любостиня от 22 май 1995 година.

## Биография
Игуменка Христина (Обрадович) родена на 20 декември 1931 година в село Седлари близост до Требине, със светското име Христина.
На март 1951 година в чест на Слизането на Светия Дух върху апостолите на манастир Любостиня архимандрит Никон (Лазаревич) Велика Обрадович е пострижена в монашество с името Христина.
На 21 май 1995 година с указ на Негово Светейшество Патриарх Сръбски Павел монахиня Христина (Обрадович) е назначена за игуменка на Любостиня манастир.